# Blaukommen
Blaukommen ist ein Fachbegriff aus der Frühzeit der Taucherei.
Beim Helmtauchen kann es unter Umständen zu einer Dekompression im Anzug kommen. Dafür gibt es mehrere Ursachen: Wenn der Abstieg zu schnell erfolgt und der Druckausgleich nicht gelingt, wenn der Luftversorgungsschlauch defekt ist bzw. reißt oder wenn das in der Regel federgesteuerte Auslassventil nicht mehr schließt. In diesen Fällen wird der Körper des Tauchers durch den erheblichen umgebenden Wasserdruck zusammengepresst, im ungünstigsten Fall regelrecht in den Helm „gequetscht“, und sein Blut wird in den Kopf gedrückt. Dadurch läuft das Gesicht des verunfallten Tauchers blau an.
Blaukommen tritt auch auf, wenn beim Abtauchen in einem Trockentauchanzug kein ausreichender Druckausgleich stattfindet, so dass Falten im Tauchanzug zu Quetschungen und somit blauen Flecken führen. Man spricht in diesem Fall auch von einem Anzug-Squeeze.